# Резницкий, Марк Иосифович
Ма́рк Ио́сифович Резни́цкий (род. 10 августа 1940 года, Киев) — дирижёр и композитор. Народный артист Украины (2001). Главный дирижёр оркестра Национального цирка Украины (с 1970).

## Биография
Марк Иосифович родился 10 августа 1940 года в Киеве. В 1957 году окончил музыкальную школу.
Первая работа была в Кемеровской областной филармонии. С 1968 года стал дирижёром эстрадного оркестра Комитета радио и телевидения Грузии. Впоследствии работал в Иркутске, на Тбилисском радио и телевидение. После этого музыкальная карьера была связана с городом, где Марк Иосифович родился. Он работал сначала в джаз-клубе, а затем в ансамбле Киевского «Балета на льду». С 1970 года был назначен главным дирижером оркестра Национального цирка Украины. В 1974 году окончил Тбилисскую Государственную консерваторию им. В. Сараджишвили (по классу саксофона).
Основал джазовый оркестр «Биг Бэнд Резницкого» в который вошли Марк Резницкий, Дмитрий Шлеляйн, Александр Доронов, Богдан Гуменюк, Валерий Кошма, Виктор Немирович, Ирина Резницкая. Высатупает и с Оркестром Яна Табачника.

## Композитор
Марк Резницкий написал музыку для многих цирковых программ и спектаклей, среди них:
- «Подвиг»;
- «Корчагинцы»;
- «Путь мужества и вдохновения»;
- "Богатырские ворота";
- и многие другие.

## Награды и премии
- Народный артист Украины (2001)[5]
- Дирижёр и оркестр Национального цирка Украины на XII Международном фестивале циркового искусства в Риме получил специальный приз, как лучший коллектив за всю историю этого творческого соревнования (1997)[1]